# أرزية الهملايا
أرزية الهملايا نوع شجري يتبع جنس الأرزية من الفصيلة الصنوبرية.

## البيئة والانتشار
موطنه جبال الهملايا في التبت ونيبال.